# Mesosemia orbona
Espèce
Mesosemia orbona est une espèce d'insectes lépidoptères (papillons) appartenant à la famille des Riodinidae et au genre Mesosemia.

## Dénomination
Mesosemia orbona a été décrit par Frederick DuCane Godman en 1903.

### Sous-espèces
- Mesosemia orbona orbona
- Mesosemia orbona caballina Brévignon, 1997[1].

## Écologie et distribution
Mesosemia orbona est présent en Guyane, au Guyana, au Surinam et en Colombie.